# Haplorchis yokogawai
Haplorchis yokogawai ist ein Zwergdarmegel, ein digener Saugwurm aus der Gattung Haplorchis und einer der Auslöser der Haplorchiasis. Der Darmegel ist in Thailand, Laos, Kambodscha, Malaysia, Vietnam, Südchina, Taiwan, Philippines, Hawaii, Ägypten, Indien, Indonesien und Australien verbreitet. Beim Menschen kommen Infektionen aufgrund regionaler Verzehrsgewohnheiten vor allem in Thailand, Laos, Vietnam, China und auf den Philippinen vor.

## Morphologie
Haplorchis yokogawai hat einen kleinen, ovalen und abgeflachten Körper. Größe, Form und Zahl der Skleriten am Bauchsaugnapf sind die wichtigsten Unterscheidungskriterien von anderen Haplorchis-Arten, H. yokogawai sieht vor allem Haplorchis pumilio sehr ähnlich. Der Bauchsaugnapf ist klein und bildet mit seiner Spitze einen großen Bauchlappen, der mit zahlreichen kleinen Stacheln bewehrt ist. An der rechten Bauchseite befinden sich ein Paar großer Skleriten und drei kleine, mit kleinen Dornen besetzte Lappen. Die Gesamtzahl der kleinen Stacheln am Bauchsaugnapf beträgt 70 bis 74, diese sind allerdings schwierig zu zählen. Die Blinddärme überschreiten die Mittelebene der Hoden.

## Lebenszyklus
Der erste Zwischenwirt sind die Süßwasserschnecken Nadel-Kronenschnecke (Melanoides tuberculata) und Stenomelania newcombi. Zweiter Zwischenwirt sind diverse Süßwasserfische wie Ambassis burunensis, Kletterfisch, Boleophthalmus spp., Goldfisch, Cirrhinus jullieni, Clarias fuscus, Cyclocheilichthys spp., Koboldkärpfling, Hampala dispar, Schlammpeitzger-Arten, Mugil affinis, Channa striata, Puntioplites proctozysron, Puntius-Arten und Nilbuntbarsch.
Fischfressende Vögel, Säugetiere (einschließlich Hunde und Katzen) und Menschen sind der natürliche Endwirt. Die Ansteckung erfolgt durch Aufnahme der Metazerkarien mit ungenügend erhitztem Fisch. In Thailand und Laos ist vor allem halbfermentierter Fisch bei Gerichten wie Lab-pla und Pla-som die Hauptansteckungsquelle. Auf den Philippinen spielt vor allem das Fischgericht Kinilaw aus frischem Fisch mit Salz und Essig eine Rolle, aber auch das kurzgekochte Sabaw und das auf Holzkohle zubereitete Sugba. In Vietnam sind vor allem Silberkarpfenfilets oder eingelegter Fisch Ansteckungsquellen.